# Mười điều phi Pháp
Mười điều phi Pháp (chữ Hán: 十事非法, Thập sự phi Pháp, còn gọi là Thập sự, Thập tịnh, Thập phi sự, Thập sự bất hợp luật chế, Mười việc hay Mười điều) là mười việc được cho là vi phạm giới luật do tăng chúng Vaishali khởi xướng một trăm năm sau khi Đức Phật diệt độ và được ghi chép trong Luật tạng của Thượng tọa bộ. Theo các ghi chép đó, chính Mười việc là nguyên nhân gây ra tranh chấp giữa tăng chúng phía Đông và phía Tây Ấn Độ cổ đại, dẫn đến Đại hội kết tập kinh điển lần thứ hai, còn gọi là Thất bách kết tập.
Tài liệu Ma-ha-tăng-kỳ luật của Đại chúng bộ chỉ ghi lại sự việc "xin vàng bạc". Theo đó, chính thái độ khác nhau đối với việc thực thi giới luật của tăng chúng phía Đông và phía Tây Ấn Độ cổ đại có thể đã dẫn đến sự chia rẽ đầu tiên trong Tăng đoàn nguyên thủy về sau, hình thành nên Đại chúng bộ.

## Thất bách kết tập
Tất cả các kinh sách Phật giáo còn tồn tại đều có ghi chép rằng Tì-kheo Da-xá (Yasa), một trưởng lão phía Tây Ấn Độ đã đến thành Vaishali ở phía Đông và thấy các nhà sư địa phương đang xin tiền của người dân vào ngày bố-tát (sa. posatha; pi. uposatha). Cho rằng việc này là vi phạm giới luật, trưởng lão Da-sá đã phản đối và bị các nhà sư địa phương trục xuất khỏi Vaisali. Trưởng lão Da-xá trở về phía Tây huy động các đại sư khác đến Vaishali, đồng thời các tì-kheo xứ Bạt-kỳ (Vajjī) ở phía Đông cũng huy động tranh luận về giới luật với các tì-kheo phía Tây, dẫn đến sự kiện Thất bách kết tập. Theo Luật tạng Thượng tọa bộ, sự kiện này xảy ra một trăm năm sau khi Đức Phật nhập diệt, kết quả cuối cùng do 8 vị đại trưởng lão biểu quyết đã kết luận tăng chúng xứ Bạt-kỳ đã vi phạm 10 điều giới luật, gọi là "Mười điều phi Pháp".

## Mười điều
Những ghi chép về Mười điều trong Luật tạng Thượng tọa bộ và Ngũ phần luật về cơ bản là giống nhau, trừ những điểm dị biệt nhỏ. Theo Luật tạng Pali, Mười điều đó gồm:
| STT | Tiếng Pali                 | Hán dịch                        | Giải thích |
| --- | -------------------------- | ------------------------------- | --- |
| 1   | Kappati siṅgiloṇakappo     | 角鹽淨 Giác diêm tịnh           | Được phép cất giữ muối trong ống sừng để nêm vào những loại vật thực không có muối (khi đã thọ lãnh vật thực ấy).           |
| 2   | Kappati dvaṇgulakappo      | 二指淨 Nhị chỉ tịnh             | Được dùng bữa khi bóng nắng chưa xế quá bề rộng 2 ngón tay.                                                                 |
| 3   | Kappati gamantarakappo     | 他聚落淨 Tha tụ lạc tịnh        | Được đi vào làng khác dùng bữa thứ hai sau bữa ăn chính.                                                                    |
| 4   | Kappati āsāvakappo         | 住處淨 Trú xứ tịnh              | Trong một đại trú xứ (mahāsīmā), chúng tì-kheo có thể chia thành nhiều nhóm tổ chức bố-tát tại nơi cư trú tương ứng của họ. |
| 5   | Kappati anumatikappo       | 贊同淨 Tán đồng tịnh            | Tăng sự dù không hội đủ số tì-kheo trong trú xứ vẫn thành sự nếu được sự đồng ý của tất cả các tì-kheo có mặt.              |
| 6   | Kappati āciṇṇakappo        | 所習淨 Sổ tập tịnh              | Được phép duy trì những thói quen trước đây.                                                                                |
| 7   | Kappati amathitakappo      | 不攢搖淨 Bất tán diêu tịnh      | Được phép dùng sữa tươi đã đóng váng.                                                                                       |
| 8   | Kappati jaḷogiṃ pātuṃ      | 飲闍樓淨 Ẩm xà-lâu tịnh         | Được uống nước trái cây chưa lên men hoặc bán lên men (jaḷog).                                                              |
| 9   | Kappati adasakaṃ nisīdanaṃ | 無緣座具淨 Vô duyên tọa cụ tịnh | Được phép dùng tọa cụ không may viền.                                                                                       |
| 10  | Kappati jātarūparajataṃ    | 金銀淨 Kim ngân tịnh            | Được phép nhận tiền, vàng bạc... từ những người cúng dường.                                                                 |

## Tiêu điểm tranh luận
Theo nghiên cứu hiện đại, trong số 10 điều, ngoài việc nhận cúng dường tiền bạc, 7 điều thuộc về tiểu giới, và 2 điều thuộc giới bố-tát và yết-ma. Đối với vấn đề nhận tiền, giới luật Phật giáo quy định rằng người thanh tịnh nên xử lý các vấn đề liên quan đến tiền bạc. và quy định rõ ràng rằng nhà sư không được nhận tiền cúng dường, và tâm điểm tranh luận chính là có nên xin tiền hay không.

## Ảnh hưởng
Tài liệu Đảo sử ghi lại: Sau sự kiện này, tăng chúng xứ Bạt-kỳ đã triệu tập 10.000 tăng sĩ, tự kết tập kinh sách và giới luật làm thay đổi giáo nghĩa. Do số lượng đông đảo tăng chúng tham gia nên đời sau gọi họ là Đại chúng bộ, dẫn đến sự phân liệt đầu tiên của Phật giáo.
Luật tạng  Đại chúng bộ ghi nhận việc tổ chức Thất bách kết tập nhằm xử lý vấn đề "xin tiền". Cuộc tranh luận về Mười điều đã dẫn đến sự phân liệt Tăng đoàn Phật giáo thành nhóm tăng chúng phía Tây chủ trương tuân thủ giới luật nghiêm ngặt vô điều kiện và nhóm tăng chúng phía Đông chủ trương rằng một số chi tiết thực hiện giới luật có thể được lựa chọn thực hiện linh động. Do tài liệu này còn ghi lại quá trình và kết luận của kỳ kết tập thứ hai, nên các nhà nghiên cứu cho rằng thời điểm xảy ra sự phân liệt cơ bản có thể muộn hơn so với kỳ kết tập này.
Akira Hirakawa tin rằng ghi chép về Thập sự chỉ tồn tại trong Luật tạng Thượng tọa bộ. Tài liệu Đại chúng bộ chỉ ghi lại vấn đề nhận cúng dường vàng bạc, còn 9 việc còn lại đều là không phải là nguyên nhân trực tiếp dẫn đến Thất bách kết tập, và Mười việc chỉ được tập hợp về sau, có thể đã được các thế hệ sau thêm vào hồ sơ của Thất bách kết tập.